# 13332 Benkhoff
13332 Benkhoff è un asteroide della fascia principale. Scoperto nel 1998, presenta un'orbita caratterizzata da un semiasse maggiore pari a 2,8405172 UA e da un'eccentricità di 0,0580116, inclinata di 2,25019° rispetto all'eclittica.